# Casco (bicicletta)

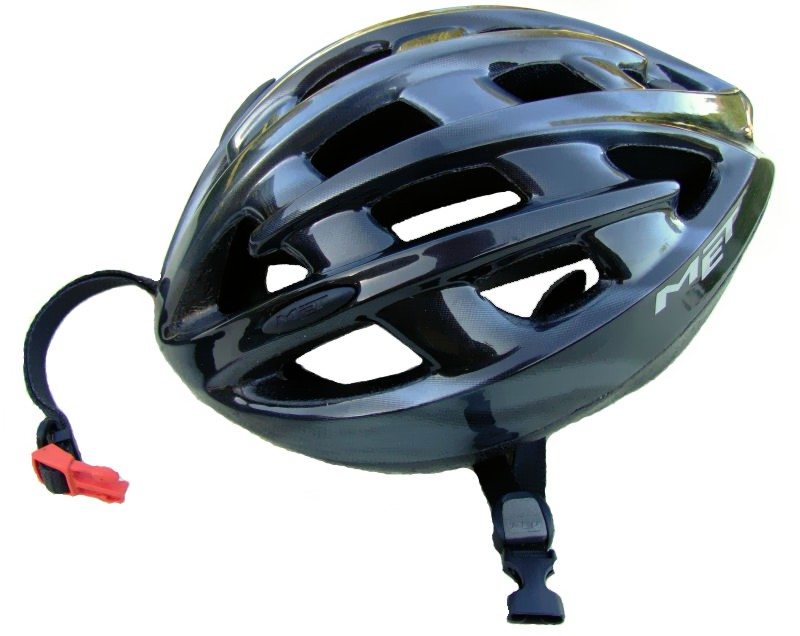
Tipico casco da bicicletta

Un casco (o caschetto) da bici è un casco destinato alla pratica della bicicletta. Il suo scopo principale è quello di proteggere la testa del ciclista in caso di caduta. La legislazione sull'obbligatorietà del caso non è la stessa per tutti i Paesi.

## Storia
La prima documentazione relativa all'uso del casco è formata dalle cronache dell'incidente occorso al campione statunitense di ciclismo su pista Harry Elkes, in attività a cavallo fra il XIX e il XX secolo. Il 30 maggio 1903, mentre stava provando la pista del velodromo di Boston, prima della gara di mezzofondo, Elkes cadde e venne travolto da uno stayer che lo seguiva, finendo con il capo schiacciato dalla ruota della moto. I raccapriccianti effetti dell'incidente, l'enorme numero di spettatori presenti e la popolarità del ciclista, ne fecero un caso di grande impatto mediatico, con decine di articoli sulla stampa americana ed europea. Fu in quell'occasione che, per la prima volta, si iniziò a discutere sull'opportunità di indossare un casco protettivo nelle gare velocistiche.

## Legislazione

### Australia
In Australia, il casco è obbligatorio dal 1991. Né il numero di ciclisti ricoverati, né la percentuale di feriti al cranio sono cambiati notevolmente  (cf D.L.Robinson, British Medical Journal, 2006), mentre la percentuale di ciclisti che portano il casco è passata dal 30% all'80% in qualche mese.

### Canada
In Canada, il casco è obbligatorio in cinque province canadesi: la Colombia-Britannica, l'Alberta, l'Ontario, il Nuovo-Brunswick e la Nuova-Scozia. Uno studio statistico ha rilevato una diminuzione del 52% della mortalità dei giovani ciclisti in Ontario in seguito all'entrata in vigore della legge che rendeva obbligatorio l'uso del casco.
Comunque, l'origine di questa diminuzione è controversa: allo stesso tempo, in Quebec, il numero di vittime è ugualmente diminuito senza l'obbligo di indossare il casco, nonostante un aumento del numero di ciclisti nello stesso periodo (cf Mémoire remis par Vélo Québec à la commission parlementaire Sécurité des cyclistes, janvier 2000).

### Francia
In Francia, il casco in bicicletta non è obbligatorio. Alcune proposte di legge sono già state sottoposte ma nessuna è stata mai presa in esame come progetto di legge. L'obbligo è contestato in quanto i bilanci annuali della sicurezza su strada mostrano che il rischio di trauma cranico in un incidente di circolazione non è più elevato in bicicletta che a piedi o in auto.

### Italia
In Italia, l'uso del casco non è obbligatorio.

### Spagna
In Spagna, il casco è obbligatorio dal 2005 nelle strade nazionali fuori dagli agglomerati urbani, con una possibile dispensa in caso di grande caldo.

### Resto d'Europa
Solo 3 altri Paesi hanno preso o iniziano a prendere misure d'obbligo del casco in bicicletta: la Slovenia per i minori di 14 anni, la Finlandia, e la Svezia per i minori di 15 anni. In Slovenia e in Finlandia il non rispetto di questa norma non implica alcuna sanzione.

## Sport

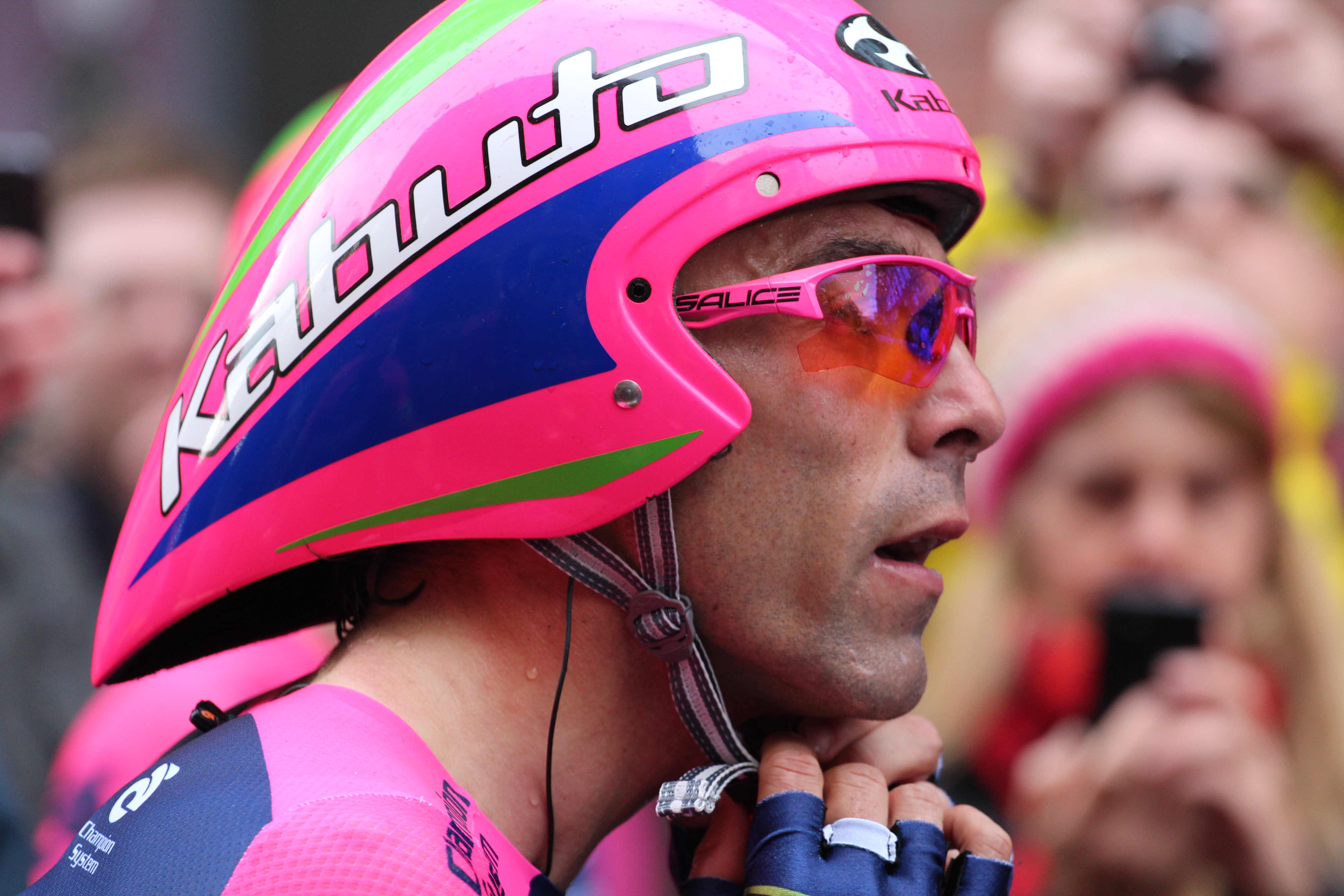
Un ciclista con casco da gara a cronometro

Nello sport il casco ha anche uno scopo aerodinamico. Nel ciclismo professionistico, l'obbligo del casco è arrivato gradualmente. Per molto tempo i corridori si sono mostrati ostili. Nel 1991, una proposta di questo tipo aveva provocato uno sciopero dei corridori ciclisti. La morte di Andrei Kivilev, il 12 marzo 2003 durante la Parigi-Nizza, ha trasformato la raccomandazione permanente di portare il casco emessa dall' UCI in obbligo nel ciclismo su strada professionistico, effettivo dal 5 maggio 2003 Il dispositivo era già obbligatorio nel ciclismo su pista e nelle corse riservate alla categoria dilettanti. Fino al 2005 i professionisti potevano comunque togliere il casco nelle vicinanze dell'arrivo se questo era in salita (ovvero se la pendenza della strada superava un limite prestabilito) ma dal 2006 l'obbligo di indossare il casco è permanente.